# Fukujinzuke

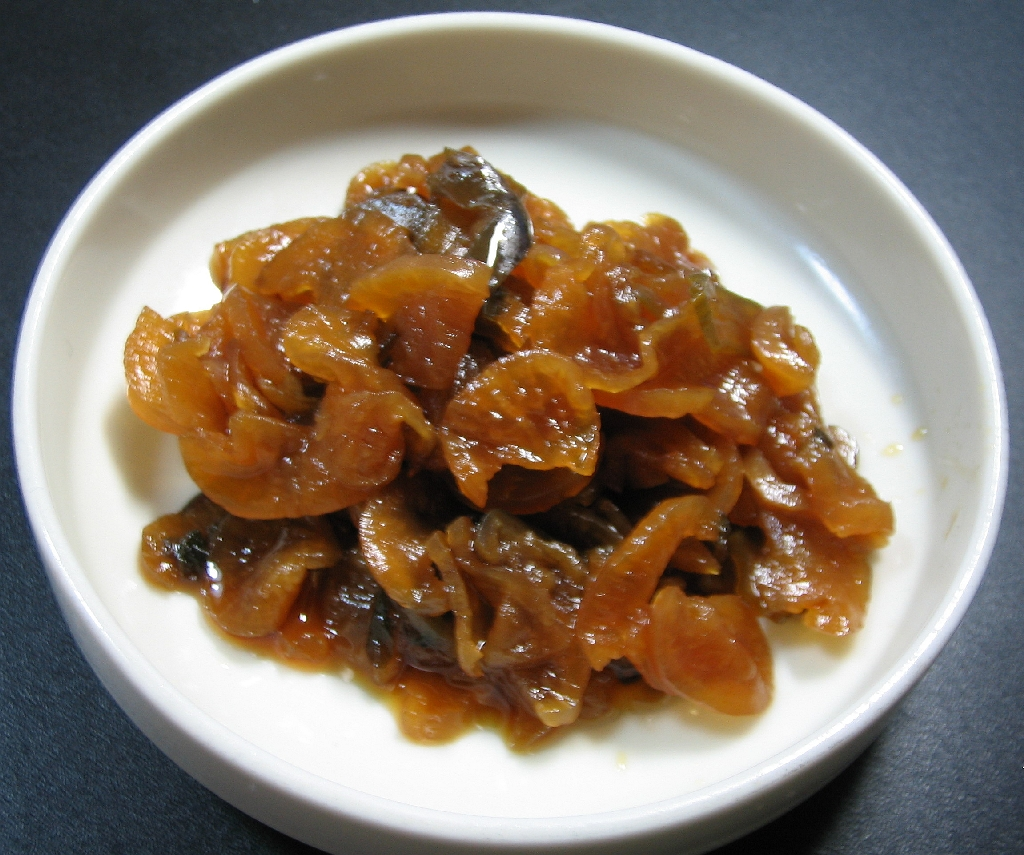
Một đĩa Fukujinzuke

Fukujinzuke (tiếng Nhật: 福神漬), có khi gọi là Fukushinzuke, là một trong những món dưa muối phổ biến nhất trong ẩm thực Nhật Bản. Nó gồm củ cải, cà dái dê, ngó sen và dưa chuột phơi khô rồi đem ngâm với xì dầu có pha thêm chút đường. Fukujinzuke giòn, màu nâm sẫm của xì dầu, và có vị mặn và ngọt.
Tên của món này bắt nguồn từ truyền thuyết về Thất Phúc Thần. Để đúng với tên gọi, món này sẽ thêm các nguyên liệu vào 4 nguyên liệu chính cho đủ bảy món, như đậu kiếm (鉈豆, natamame), tía tô và nấm hương.